# 풍란 (드라마)
1985년 3월 11일부터 같은 해 10월 8일까지 방영되었던 문화방송 월화드라마로, 정통 사극 조선왕조 오백년 시리즈의 네 번째 작품이다.
반정 공신들의 부침 시기, 조광조의 활약에 정난정의 등장, 문정왕후와 정난정의 흥망성쇠 등 세 부분으로 나뉘어 이야기가 구성되었다.

## 줄거리
중종반정으로 시작해 부도덕한 대비 정난정하고 방약무도했던 반정 공신들의 시기, 도학정치의 이상향을 추구했던 거인 조광조가 귀양을 떠나 사약을 받고 죽음에 이르는 명종 시대까지를 그렸다.
또한 도총관 정윤겸의 소실 딸로 태어나 윤원형의 첩실이 되어 권력을 쥐고 풍속과 전통을 깨부수며 정경부인이 되려 애쓴 정난정의 일대기를 담았다.

## 등장 인물
| - 김영란(정난정 - 김혜자(문정왕후) (어린 시절 : 이연수) - 유인촌(조광조) - 최명길(자순대비) - 최상훈(중종) (젊은 시절 : 전현 → 이원용) - 이은경(단경왕후) - 이휘향(장경왕후) (어린 시절 : 전혜성) - 박원숙(경빈 박씨) (젊은 시절 : 나종미) - 김홍석(인종) - 채유미(인성왕후) 인종 왕비 - 윤순홍(명종) - 한인수(윤원형) | - 강인덕(윤원로) - 이정길(갖바치) - 김민정(정난정 어머니) - 남영진(조숭조) 조광조 동생 - 조현철(조정) 조광조 장남 - 김길호(김안로) - 변희봉(류자광) - 조경환(박원종) - 나영진(성희안) - 김호영(보우) - 박광남(유순정) - 임영규(연산군) | - 김청(폐비 신씨) - 이미숙(장녹수) - 임정하(윤임) - 홍성민(남곤) - 이미영(옥매향) - 송기윤(임백령) - 지경원, 방희, 견미리, 강문희, 최현미 - 이창환(홍언필) - 정한헌(박진수) - 김기주(임꺽정) - 박인환(김수동) - 이도련(유순) - 이묵원(정광필) - 김기일(심정) - 백인철(홍경주) - 김웅철, 오경애, 최은숙, 김영옥, 박광영, 홍성선, 사상기 - 박경현(윤지임) 윤원형, 윤원로, 문정왕후의 친정 아버지 |

### 해설
- 양지운

## 결방 사유 및 편성 변경(1985)
- 4월 15일 : 기획보고 〈평양에선 지금〉 방송으로 순연되어 밤 10시 15분으로 변경
- 4월 22일 : 특별기획 〈21세기를 여는 여정〉 방송으로 순연되어 밤 10시 15분으로 변경
- 4월 23일 : MBC 뉴스데스크가 15분 연장 방송되어 밤 10시부터 방영
- 4월 29일 : MBC 뉴스데스크가 15분 연장 방송되어 〈위대한 여정〉 방송으로 순연되어 밤 10시 40분으로 변경
- 4월 30일 : 대통령 방미 특집방송으로 순연되어 밤 10시 15분으로 변경
- 6월 24~25일 : 6.25 특집 드라마 《영웅시대》 방영으로 결방
- 7월 30일 : 월드컵 축구 예선전 〈한국 VS 인도네시아〉 중계방송으로 결방
- 8월 20일 : 〈민방위 등화관제 훈련〉 방송으로 순연되어 밤 10시로 변경
- 9월 24일 : 특별방송 《평양길 600리》 방영으로 인해 결방

## 참고 사항
- 1985년 3월 드라마 촬영이 끝난 후 연산군(임영규 분)의 죽음으로 인해 드라마에서 하차하게 된 임영규를 위해 마련된 술자리에서 박광남(유순정 역)이 《풍란》의 타이틀 백에 대해 조연출자인 이승렬에게 불만을 제기하며 논쟁하다가 이승렬을 폭행했고 그 옆에 있던 임영규까지 가세했다.[2]
- MBC 제작국 프로듀서들은 이 문제로 회의를 열고 프로듀서를 폭행한 박광남과 임영규를 MBC 탤런트실원에서 제명했다.[2]
- 이에 200여 명의 MBC 탤런트들이 제명을 풀지 않으면 이승렬의 작품에는 출연하지 않겠다고 강경하게 맞서자 결국 제명해제로 사건은 일단락되었다.[3]